# Azania Front Lutheran Church
La Azania Front Lutheran Church è una chiesa luterana della città di Dar es Salaam, in Tanzania, ed è uno degli edifici storici più noti della città e più visitati dai turisti. Fu costruita dai missionari tedeschi nel 1898, nello stile tipico dell'architettura bavarese dell'epoca. L'ingresso principale è rivolto verso il porto.